# BPM
A BPM (Battiti per minuto; angolul: Beats Per Minute – percenkénti leütésszám) a metronómon az egy perc alatt elhangzó ütések száma egy adott műben (egy leütés általában egy negyedkottára értendő). A zenei tempók mérésére szolgáló mértékegység. A legáltalánosabb tempók BPM-ben megadva:
- Larghissimo = 24 BPM, vagy lassabb
- Grave = 25-45 BMP
- Largo = 40–60 BPM

- Lento = 45-60 BPM
- Larghetto = 60–66 BPM
- Adagio = 66–76 BPM

- Adagietto = 72-76 BMP
- Andante = 76–108 BPM (sétatempó)

- Andantino = 80-108 BPM

- Marcia moderato =  83-85 BPM
- Andante moderato = 91-112 BPM
- Moderato = 106–120 BPM

- Allegro = 120–168 BPM

- Vivace = 156-176 BPM

- Allegro vivace = 172-176 BPM
- Presto = 168–208 BPM

- Prestissimo = 200 BPM, vagy gyorsabb

## Tánczene
A klasszikus táncok között az egyik leglassabb a tangó: 50-56 bpm

Angol keringő 60-80 bpm

A bécsi keringő ennél gyorsabb: 150-180 bpm

## Korszerű szórakoztató zene
A mai elektronikus zenei stílusok is behatárolhatóak BPM-számok segítségével. Íme néhány közelítő érték:
- Progressive House: 125–135 BPM, leggyakrabb BPM szám: 128
- Trance: 125-140 BPM
- Techno: 120–145 BPM
- Goatrance/Psytrance: 140–145(150) BPM
- Progressive Trance: 130–140 BPM
- Drum&Bass: 170–190 BPM
- Dubstep: 130-145 BPM
- Breakbeat: 120–140 BPM
- Hardtechno: 145–170(180) BPM
- Hardstyle: 145-155 BPM
- Jumpstyle: 125-160 BPM
- Hardcore: 140-190 (200) BPM
- Speedcore: 200-800+ BPM
- Electro: 90–140 BPM

## Számítása
A másodpercet ezredrészekre osztjuk, így egy perc 60000 milliszekundum. Például a 120-as tempó {\displaystyle {\frac {60000}{120}}=500ms}